# JCI JAPAN TOYP
JCI JAPAN TOYP（ジェーシーアイ ジャパン トイップ）とは、日本青年会議所の主催により、“社会に持続的なインパクトを与えることのできる可能性を秘めた「傑出した若者」”に対して与えられる賞である。環境、医療、経済、政治、科学技術、文化・芸術、スポーツといったあらゆる分野で活躍する20歳から40歳までの若者を対象としている。
1987年よりTOYP大賞（TOYPはThe Outstanding Young Personsの略）として開始され、2001年に人間力大賞（青年版国民栄誉賞）に改名、2019年にJCI JAPAN TOYPに改名した。

## 概要
JCI JAPAN TOYPは国際青年会議所の事業であるTOYP（The Outstanding Young Persons 「傑出した若者たち」）をモデルにしている。起源は、米国青年会議所1930〜31年度会頭ダーウッド・ハウズの“Americans Young Men”（アメリカの青年）と題する年報の出版である。彼はその年の模範的主導者12人の業績を特筆し、「傑出した人物」を表彰することを着想した。その後1938年に米国青年会議所によってTOYA（Ten Outstanding Young Americans）として正式に採用され、1952年以降は各国の青年会議所もそれぞれのTOYPプログラムを設けた。これまでの各国TOYP大賞受賞者には多数の著名人が含まれており、そのほとんどは国内で有名になる以前の40歳前に受賞している。国際青年会議所の同賞正式採用は1981年で、世界の青年の模範的資質を発揮した18歳から40歳までの個人を10名以内選んで栄誉を授けている。1987年には青年会議所のない国も含め世界各国の参加が認められている。
日本では日本青年会議所が1987年（昭和62年）よりTOYP大賞事業を開始した。1997年（平成9年）に大竹美喜選考委員長を迎え、2001年（平成13年）より賞名を「人間力大賞（青年版国民栄誉賞）」としている。日本JC創立50周年に合わせ、青年会議所（JC）運動の柱である「人間力開発」に視点をおいたものである。日本JCはこの事業を通じて、未来を担う20歳から40歳までの「日本の力」の礎となる地域に潜在する「光り輝く傑出した若者たち」を発掘し、全国へと発信していくことで、受賞者の活動を更なる飛躍につなげ、日本の明るい豊かな未来と世界平和実現を目指している。
2004年（平成16年）には京都の大学生・大学院生を対象とした京都学生人間力大賞を京都JCが実施した。
2010年（平成22年）からは更に下の18歳以下の世代を対象とした「人間力大賞ジュニア版」を日本JCとNPO法人アイ・エス・エル（ISL）が共催でサマーキャンプや表彰の事業を実施している。
2019年（平成31年・令和元年）に人間力大賞はJCI JAPAN TOYPに改名された。

## 歴代受賞者

### JCI JAPAN TOYP 2025
- グランプリ【内閣総理大臣奨励賞】星野達郎
- 準グランプリ【外務大臣賞】菊池モアナ
- 準グランプリ【総務大臣奨励賞】加藤愛梨
- 受賞者【衆議院議長奨励賞】浅井しなの
- 受賞者【全国知事会会長奨励賞】中嶋弓子
- 受賞者【日本商工会議所奨励賞】小川卓
- 受賞者【NHK会長奨励賞】水上卓哉
- 受賞者【環境大臣奨励賞】上坂嵩
- 受賞者【厚生労働大臣賞】松本拓朗
- 受賞者【文部科学大臣賞】奥村春香
- 受賞者【参議院議長奨励賞】山本乃々佳
- 受賞者【日本青年会議所会頭特別賞】田澤麻里香
- 受賞者【経済産業大臣賞】Guan Dian
- 受賞者【日本青年会議所会頭特別賞】萩原望
- 受賞者【農林水産大臣賞】渡邊博文
- SEED部門（20歳未満） グランプリ 加藤路瑛
- SEED部門 準グランプリ 宮田あかり
- SEED部門 受賞者 林千乃

### JCI JAPAN TOYP 2024
- グランプリ 内閣総理大臣奨励賞：清水映輔
- 準グランプリ 総務大臣奨励賞：小林稜平
- 準グランプリ 環境大臣奨励賞：本間貴裕
- 衆議院議長奨励賞：高尾明香里
- 参議院議長奨励賞：長内あや愛
- 外務大臣賞：岩本涼
- 文部科学大臣賞：安田哲
- 厚生労働大臣賞：沖村フォンデビラ有希子
- 農林水産大臣奨励賞：西田宏平
- 経済産業大臣奨励賞：齋藤隆太
- 全国知事会会長奨励賞：清水広行
- NHK会長奨励賞：竹野理香子
- 日本商工会議所会頭奨励賞：波平雄翔
- 日本青年会議所会頭特別賞：大嶋香織
- 日本青年会議所会頭特別賞：押村憲昭

### JCI JAPAN TOYP 2023
- グランプリ 内閣総理大臣奨励賞、総務大臣賞、協賛企業特別賞：秋元里奈[2]
- 準グランプリ 参議院議長奨励賞、環境大臣奨励賞：小嶌不二夫
- 準グランプリ 衆議院議長奨励賞、厚生労働大臣賞：髙島雄太
- 文部科学大臣賞：海音
- 外務大臣賞：中田渉
- 農林水産大臣奨励賞：野毛慶弘
- 経済産業大臣奨励賞：宇田悦子
- 日本商工会議所会頭奨励賞：熊木淳雄
- NHK会長奨励賞：下里夢美
- 全国知事会会長奨励賞：加藤紘章
- 会頭特別賞：中谷衣里、山本昌子、信田雄一郎

### JCI JAPAN TOYP 2022
- グランプリ 内閣総理大臣奨励賞、日本放送協会会長賞、協賛団体賞「Emo Planning賞」：今井咲希[3]
- 準グランプリ 衆議院議長賞、全国知事会会長賞、協賛団体賞「Sun Detailing賞」：土屋望生
- 準グランプリ 外務大臣奨励賞、参議院議長奨励賞：渡部カンコロンゴ清花
- 総務大臣奨励賞：川口優太郎（胚培養士）
- 文部科学大臣奨励賞：青山裕紀
- 厚生労働大臣奨励賞：葦原海
- 農林水産大臣奨励賞：西辻一真
- 経済産業大臣奨励賞：矢野浩一
- 環境大臣奨励賞：仁科八起
- 日本商工会議所会頭奨励賞：周東孝一
- 会頭特別賞：西山裕美、村田玲子、藤原麻里菜、薄井大地、印度カリー子、加藤愛梨、田中れいか、松井健斗、高野沙月、朝妻久実

### JCI JAPAN TOYP 2021
- グランプリ 内閣総理大臣奨励賞、参議院議長奨励賞：安居昭博[4]
- 準グランプリ 環境大臣奨励賞、Rethink PROJECT賞：奥田真司
- 準グランプリ 農林水産大臣奨励賞、NHK会長賞：金城立磨
- 衆議院議長賞：間瀬雅介
- 総務大臣賞：田中麻莉絵
- 文部科学大臣賞：伊牟田雅
- 厚生労働大臣賞：高橋大
- 外務大臣奨励賞：徐亜斗香
- 経済産業大臣奨励賞 / 日本商工会議所会頭賞：稲川貴大
- 全国知事会会長賞：松本達弥
- 会頭特別賞：靑島えりか、大久保夏斗、北貴之、さくらまや、椎木里佳、じゃんけんマン、城宝薫、樋口亜希、吉田実代

### JCI JAPAN TOYP 2020
- グランプリ 内閣総理大臣奨励賞、NHK会長奨励賞：TATSU（HANDSIGN）[5]
- 準グランプリ 厚生労働大臣奨励賞：田村雅美
- 準グランプリ 総務大臣奨励賞：カレン ロバート（Robert CULLEN）
- 衆議院議長奨励賞：佐々木守
- 全国知事会会長奨励賞：中山勇魚
- 外務大臣奨励賞：原ゆかり
- 経済産業大臣奨励賞：吹野豪
- 文部科学大臣賞：安田クリスチーナ
- 日本商工会議所会頭奨励賞：南まゆ子
- 参議院議長奨励賞：杉浦巨樹
- 会頭特別賞：星野行人、雅南ユイ、成瀬悠、古橋知樹、山崎姫菜子、鈴木杏奈、伊藤建、友廣壮希、栗山翼、阿部雅龍

### JCI JAPAN TOYP 2019
- グランプリ 内閣総理大臣奨励賞：永山由高[6]
- 準グランプリ 参議院議長奨励賞、全国知事会奨励賞：安部敏樹[6]
- 準グランプリ 外務大臣奨励賞、NHK会長奨励賞：島津冬樹[6]
- 厚生労働大臣賞 : 武部貴則[7]
- 総務大臣奨励賞：山川智嗣[8]
- 環境大臣奨励賞：金城由希乃（呉屋由希乃）[9]
- 経済産業大臣奨励賞：三宅徹[10]
- 衆議院議長奨励賞：天野慎介[11]
- 日本商工会議所会頭奨励賞：森田宣広
- 会頭特別賞：岡崎大輔[12]、加藤遼也[13]、城宝薫[14]、平井絵美[15]、佐藤良亮、笠間淳、渋谷幸靖

### 第32回 人間力大賞（2018年）
- グランプリ 内閣総理大臣奨励賞、日本商工会議所会頭奨励賞 : 尾中友哉
- 準グランプリ NHK会長奨励賞、みんなのNIPPON共生社会プロジェクト特別賞 : 野田あすか
- 準グランプリ 衆議院議長奨励賞 : 岡田美幸
- 経済産業大臣奨励賞 : 田中美咲
- 総務大臣奨励賞 : 岡﨑広樹
- 厚生労働大臣賞 : 竹内亜沙美
- 外務大臣奨励賞、参議院議長奨励賞 : 三輪開人
- 農林水産大臣奨励賞 : 中村朱美
- 文部科学大臣賞 : 教来石小織
- 全国知事会会長奨励賞 : 石黒和己
- 会頭特別賞 : 吾子可苗、金森千絵、金城愛、栗原清貴、齋藤栄太、須部貴之、田重田勝一郎、仁志出憲聖、孕石修也、三塩菜摘

### 第31回 人間力大賞（2017年）
- グランプリ 内閣総理大臣奨励賞、参議院議長奨励賞 : 川口加奈
- 準グランプリ NHK会長奨励賞 : 田村雅文
- 準グランプリ 厚生労働大臣賞、まちづくり地球市民財団奨励賞 : 柿島光晴
- 総務大臣奨励賞 : 上山琴美
- 東京商工会議所奨励賞  : 徳重剛
- 衆議院議長奨励賞 : 阿南里恵
- 農林水産大臣奨励賞賞 : 小島希世子
- 文部科学大臣賞 : 神原健太（活動名：かんばらけんた）
- 外務大臣奨励賞 : 高濱宏至
- 会頭特別賞 : 永岡鉄平、大橋雄介、成宮崇史、高林稜、村尾政樹、小松雄也、川口莉穂、角田千佳、和田菜水子、今川宗一郎

### 第30回 人間力大賞（2016年）
- グランプリ 内閣総理大臣奨励賞、経済産業大臣奨励賞 : 川原隆邦
- 準グランプリ 環境大臣奨励賞、総務大臣奨励賞: 福本塁
- 準グランプリ 外務大臣奨励賞 : 門田瑠衣子
- 農林水産大臣奨励賞 : 志賀口裕輔
- 全国知事会会長奨励賞、日本放送協会会長奨励賞、人間力大賞共感賞 : 森山誉恵
- 厚生労働大臣奨励賞 : 松尾好紘
- 東京商工会議所奨励賞、まちづくり地球市民財団奨励賞 : 町井恵理
- 参議院議長奨励賞 : 河村泰孝
- 衆議院議長奨励賞 : 青木圭太
- 文部科学大臣奨励賞 : 山口真史

### 第29回 人間力大賞（2015年）
- グランプリ 内閣総理大臣奨励賞、東京商工会議所奨励賞、日本放送協会会長奨励賞 : 丸幸弘[16]
- 準グランプリ 衆議院議員議長奨励賞、全国知事会会長奨励賞: 福井大和
- 厚生労働大臣奨励賞 : 塩山諒
- 農林水産大臣奨励賞 : 坂口祐
- 外務大臣奨励賞、まちづくり地球市民財団奨励賞 : 丸山裕太
- 参議院議長奨励賞 : 藥師実芳
- 経済産業大臣奨励賞 : 小松洋介
- 総務大臣奨励賞 : 井筒智彦
- 環境大臣奨励賞 : 宮城光男
- 文部科学大臣奨励賞 : 上江洲慎

### 第28回 人間力大賞（2014年）
- グランプリ 内閣総理大臣奨励賞、日本放送協会会長奨励賞 : 安武隆信[17]
- 準グランプリ 衆議院議員議長奨励賞、全国知事会会長奨励賞: 毛利公一
- 準グランプリ 農林水産大臣奨励賞、経済産業大臣奨励賞、参議院議長奨励賞 : 塩﨑明子
- 文部科学大臣奨励賞、東京商工会議所奨励賞 : 石原ゆり奈
- まちづくり市民財団奨励賞 : 北村政記
- 厚生労働大臣奨励賞 : 櫻井理
- 外務大臣奨励賞 : 永井陽右
- 環境大臣奨励賞 : 二村そよか
- まちづくり地球市民財団奨励賞 : 萩生田愛
- 総務大臣奨励賞 : 廣岡政幸

### 第27回 人間力大賞（2013年）
- グランプリ 内閣総理大臣奨励賞、まちづくり市民財団奨励賞 : 長屋宏和[18]
- 準グランプリ 外務大臣奨励賞、地球市民財団奨励賞 : 加藤琢真
- 準グランプリ 東京商工会議所奨励賞 : 貞松成
- 農林水産大臣奨励賞、参議院議長奨励賞 : 菊池隼
- 衆議院議長奨励賞、全国知事会奨励賞、日本放送協会奨励賞 : 川端秀明
- 厚生労働大臣奨励賞 : 岩岡ひとみ
- 総務大臣奨励賞 : 豊田雅子
- 経済産業大臣奨励賞 : 早瀬渉
- 環境大臣奨励賞 : 浦野愛
- 文部科学大臣奨励賞 : 岩本友広
- 復興創造特別賞：菊池隼、早瀬渉、石河美奈、古舘王士、草野良太

### 第26回 人間力大賞（2012年）
- グランプリ 内閣総理大臣奨励賞、農林水産大臣奨励賞：伊藤文弥[19]
- 準グランプリ 衆議院議長奨励賞、総務大臣奨励賞 : 吉藤健太朗
- 準グランプリ 参議院議長奨励賞、外務大臣奨励賞 : 進藤美生
- 地球市民財団奨励賞 : 倉本陽子
- 厚生労働大臣奨励賞、東京商工会議所奨励賞 : 南雲明彦
- 経済産業大臣奨励賞 : 中村俊裕
- まちづくり市民財団奨励賞、日本放送協会会長奨励賞 : 多田恭平
- 環境大臣奨励賞 : 鈴木一也
- 文部科学大臣奨励賞 : 佐治妙心（佐治麻希）
- 全国知事会奨励賞 : 宮島徹也
- 会頭特別賞：田中一成、登天ポール、能島裕介、藤田征樹
- 2012年復興創造特別賞：竹井智宏、島田悠司、星野諭、小林佐和子、藤田浩志

### 第25回 人間力大賞（2011年）
- グランプリ 内閣府総理大臣奨励賞・外務大臣奨励賞 : 田中千草[20]
- 経済産業大臣奨励賞、農林水産大臣奨励賞 : 平野彰秀
- 衆議院議長奨励賞、文部科学大臣奨励賞 : 遠藤隆行[注釈 1]
- 日本放送協会会長奨励賞：磯田浩司
- 厚生労働大臣奨励賞・全国知事会会長賞：金子健二
- 総務大臣奨励賞・環境大臣奨励賞：上田洋平
- 東京商工会議所奨励賞：春田純
- まちづくり市民財団奨励賞：西村歩美
- 参議院議長奨励賞：大原千佐子
- 地球市民財団奨励賞：藤原蘭子
- 会頭特別賞：小林由佳、渡部陽一、梅田智子、山地竜馬

### 第24回 人間力大賞（2010年）
- グランプリ 内閣府総理大臣奨励賞、外務大臣奨励賞：渡辺大樹[21]
- 準グランプリ 衆議院議長奨励賞、厚生労働大臣奨励賞：佐々木健一郎
- 準グランプリ 参議院議長奨励賞、全国知事会会長賞：田中文
- NHK会長奨励賞・地球市民財団奨励賞：菅原聡
- 総務大臣奨励賞：池田由佳
- まちづくり市民財団奨励賞：高橋菜穂子
- 人間力開発協会奨励賞：布施龍一
- 東京商工会議所奨励賞：岩本真実
- 文部科学大臣奨励賞：鈴木徹
- 農林水産大臣奨励賞：宮川光太郎
- 会頭特別賞：瀧上賢治、倉崎憲、羽崎貴雄、谷口淑子、岡崎雄太、中谷幸代、松本真治、石井更幸、川原史子、竹村妹子

### 第23回 人間力大賞（2009年）
- グランプリ 内閣総理大臣奨励賞、全国知事会奨励賞：中岡亜希[22]
- 準グランプリ 参議院議長奨励賞、外務大臣奨励賞：吉岡大祐
- 準グランプリ 衆議院議長奨励賞、文部科学大臣奨励賞：加藤秀視
- 総務大臣奨励賞：鞍打大輔
- 厚生労働大臣奨励賞：小暮真久
- 農林水産大臣奨励賞：田中進
- 経済産業大臣奨励賞・地球市民財団奨励賞：山口絵理子
- 環境大臣奨励賞：野口豪
- NHK会長奨励賞：高嶋由美子
- まちづくり市民財団奨励賞：中村健
- 会頭特別賞：三浦潤一、西里俊文、岡田麻紀、小林美佳、加治良美、廣上夏生、柴田知佐、辻堅太郎、太田敬介、奥平智子

### 第22回 人間力大賞（2008年）
- グランプリ 内閣総理大臣奨励賞、人間力開発協会奨励賞（文化・芸術）：大野靖之[23]
- 準グランプリ 外務大臣奨励賞、参議院議長奨励賞（国際協力）：門倉若菜
- 準グランプリ 全国知事会 会長賞、衆議院議長奨励賞（スポーツ）：鈴木孝幸
- 厚生労働大臣奨励賞（その他）：オキタリュウイチ
- 経済産業大臣奨励賞（その他）：嵯峨生馬
- 農林水産大臣奨励賞（福祉・教育）：島津智之
- 総務大臣奨励賞（スポーツ）：木村正明
- 文部科学大臣奨励賞（その他）：高橋真理子
- 環境大臣奨励賞（医療・福祉）：西小路美幸
- NHK会長賞（文化・芸術）：坂中明子
- 地球市民財団奨励賞（福祉・教育）：モハメド・オマル・アブディン
- まちづくり市民財団奨励賞（福祉・教育）：コキア

### 第21回 人間力大賞（2007年）
- グランプリ 内閣総理大臣奨励賞、環境大臣奨励賞（環境）：金城浩二[24]
- 準グランプリ 外務大臣奨励賞（国際交流）：小澤幸子
- 準グランプリ 参議院議長奨励賞（文化・芸術）：佐藤健作
- 総務大臣奨励賞（文化・芸術）：若林可南子
- 厚生労働大臣奨励賞（医療・福祉）：安中正和
- 経済産業大臣奨励賞（福祉・教育）：近藤紀子
- 文部科学大臣奨励賞（福祉・教育）：白石康二郎
- 衆議院議長奨励賞（その他）：藤藪庸一
- NHK大賞（文化・芸術）：朝霧裕
- 全国知事会会長奨励賞（スポーツ）：三浦知良
- 人間力開発協会理事会長特別賞（スポーツ）：桧野真奈美

### 第20回 人間力大賞（2006年）
- グランプリ 内閣総理大臣賞、TOYP倶楽部特別賞（医療・福祉）：駒崎弘樹[25]
- 準グランプリ 衆議院議員長奨励賞、全国知事会会長奨励賞（医療・福祉）：すがやあゆみ
- 準グランプリ 衆議院議長奨励賞、NHK賞（その他）：村田早耶香
- 外務大臣奨励賞（医療・福祉）：大棟耕介
- 環境大臣奨励賞（環境）：立岡学青
- 環境産業大臣奨励賞（環境）：青山裕史
- 文部科学大臣賞（文化・芸術）：有岡大介
- 厚生労働大臣賞（その他）：渡會睦子
- 地球市民財団特別賞（その他）：毛受芳高
- まちづくり市民財団特別賞（環境）：太田航平

### 第19回 人間力大賞（2005年）
- グランプリ 経済産業大臣奨励賞（環境）：植松努[26]
- 準グランプリ 地域市民財団特別賞、TOYP倶楽部会長特別賞（医療・福祉）：石川ミカ
- 準グランプリ　まちづくり市民財団特別賞、NHK会長特別賞（スポーツ）：永瀬充
- 衆議院議長奨励賞（その他）：林大介
- 参議院議長奨励賞（国際協力）：笹山瑞恵
- 外務大臣奨励賞（環境）：サンチェス 知念 イバン タケオ
- 文部科学大臣賞（環境）：萩原正利
- 厚生労働大臣奨励賞（文化・芸術）：川畠成道
- 環境大臣奨励賞（環境）：窪田真弓
- 全国知事会会長奨励賞（環境）：中川幹太

### 第18回 人間力大賞（2004年）
- 環境大臣奨励賞（その他）：小形恵[27]
- 外務大臣奨励賞（医療・福祉）：加藤みゆき
- 文部科学大臣賞（その他）：小山秀永
- 参議院議長奨励賞（文化・芸術）：佐々木厚・中村清美
- NHK会長特別賞（その他）：しぶやゆかり
- 衆議院議長奨励賞（スポーツ）：末續慎吾
- 経済産業大臣奨励賞（その他）：中島徳至
- 全国知事会会長奨励賞（その他）：中村桃子
- 地球市民財団特別賞（文化・芸術）：ヒダノ修一
- 厚生労働大臣奨励賞（医療・福祉）：谷津倉智子

### 第17回 人間力大賞（2003年）
- TOYP倶楽部会長特別賞　内閣総理大臣奨励賞（その他（教育・科学・技術））：柴田崇徳[28]
- 衆議院議長奨励賞（医療・福祉）：中村崇
- 参議院議長奨励賞（医療・福祉）：阪井由佳子
- 外務大臣奨励賞（国際協力）：秋沢淳子
- 文部科学大臣奨励賞（スポーツ）：陣内貴美子
- 厚生労働大臣奨励賞（文化・芸術）：沢田知可子
- 経済産業大臣奨励賞（その他（まちづくり））：川名和美
- 環境大臣奨励賞（環境）：浅羽理恵
- 地球市民財団特別賞（その他（まちづくり））：セーラ・マリ・カミングス
- 全国知事会会長奨励賞（その他（ボランティア））：山本有紀

### 第16回 人間力大賞（2002年）
- 夢をかたちに特別賞（文化・芸術）：三上晶代[29]
- 環境大臣奨励賞（その他（農業））：舘岡美果子
- TOYP倶楽部会長特別賞（その他（教育））：加藤三彦
- 経済産業大臣奨励賞（医療・福祉）：井崎孝映
- 地球市民財団特別賞（国際協力）：志澤公一
- 厚生大臣奨励賞（医療・福祉）：竹内剛
- 文部科学大臣奨励賞（スポーツ）：板倉美紀
- 衆議院議長奨励賞（スポーツ）：藤原佐登子
- 参議院議長奨励賞（その他（まちづくり））：水谷慎吾
- 外務大臣奨励賞（国際協力）：鬼丸昌也

### 第15回 人間力大賞（2001年）
- グランプリ　経済産業大臣奨励賞（その他（教育・科学・技術））：岡崎康司[30]
- 地球市民財団奨励賞（文化・芸術）：豊島雄一
- 外務大臣奨励賞（国際協力）：吉田里江
- 文部大臣奨励賞（医療・福祉）：安田泰敏
- 新クロニクル奨励賞（医療・福祉）：勝亦威光
- 厚生労働大臣奨励賞（医療・福祉）：柴田恵子
- 衆議院議長奨励賞（その他（まちづくり））：実吉威
- TOYP倶楽部奨励賞（医療・福祉）：長崎圭子
- 衆議院議長奨励賞（文化・芸術）：合田真由美
- 環境大臣奨励賞（環境）：小阪功

### 第14回 TOYP大賞（2000年）
- 参議院議長奨励賞（医療・福祉）：堀彰[31]
- エトバス　ノイエス特別賞（その他）：野田聖子
- 外務大臣奨励賞（医療・福祉）：金澤豊
- TOYP倶楽部奨励賞（医療・福祉）：伊藤清市
- 厚生大臣奨励賞（医療・福祉）：東ちづる
- 地球市民財団奨励賞（その他）：ガーディアン・エンジェルス
- 文部大臣奨励賞（文化・芸術）：忍足亜希子
- 衆議院議長奨励賞（国際協力）：船橋栄

### 第13回 TOYP大賞（1999年）
- 厚生大臣奨励賞（医療・福祉）：池田敬一[32]
- 日本TOYP倶楽部奨励賞（医療・福祉）：阿部憲史
- 地球市民財団奨励賞（その他）：荻原健司
- 外務大臣奨励賞（国際協力）：長有紀枝
- 文部大臣奨励賞（文化・芸術）：千住明
- 通産大臣奨励賞（医療・福祉）：天草明臣
- 環境庁長官奨励賞（環境）：神田優
- 99年特別賞（その他）：栗秋正寿
- 参議院議長奨励賞（スポーツ）：越本隆志
- 衆議院議長奨励賞（医療・福祉）：安田知博

### 第12回 TOYP大賞（1998年）
- 厚生大臣奨励賞（その他）：川村富士雄[33]
- 環境庁長官奨励賞（環境）：片亀光
- 地球市民財団奨励賞（その他）：国府田毅
- 日本TOYP倶楽部奨励賞（その他）：佐藤文机子
- 衆議院議長奨励賞（国際協力）：半田好男
- 99年特別賞（環境）：石井布紀子
- 文部大臣奨励賞（その他）：石崎正信
- 通商産業大臣奨励賞（国際協力）：水本敏子
- 外務大臣奨励賞（国際協力）：吉田修
- 参議院議長奨励賞（国際協力）：武富晋一郎

### 第11回 TOYP大賞（1997年）
- TOYP大賞（その他）：我妻武、市川晴敏、山田武史[34]
- TOYP大賞（文化・芸術）：川島和美（斉藤和美）、斉藤葉、飛騨大富
- TOYP大賞（国際協力）：ロレイン・ラインボールド
- TOYP大賞（スポーツ）：村上睦子（岩屋睦子）
- TOYP大賞（医療・福祉）：小川寿美子
- TOYP特別賞（その他）：上野知拓

### 第10回 TOYP大賞（1996年）
- TOYP大賞（国際協力）：鎌田裕十郎、水口康成、吉岡志朗[35]
- TOYP大賞（福祉・医療）：藤森和美、加藤ひとみ
- TOYP大賞（文化・芸術）：小林満、熊野伸一、湯浅博
- TOYP大賞（その他）：照屋忠敏
- TOYP特別賞（その他）：駿地眞由美

### 第9回 TOYP大賞（1995年）
- TOYP大賞（医療・福祉）：國井修、渡辺光彦、下出隆史、貫戸朋子[36]
- TOYP大賞（その他）：向井千秋、沖田孝司
- TOYP大賞（文化・芸術）：越智章仁、塚本聖子
- TOYP大賞（環境）：浜辺誠司
- TOYP大賞（国際協力）：浅田隆子

### 第8回 TOYP大賞（1994年）
- TOYP大賞（医療・福祉）：高梨憲司、澤田みどり、宮地尚子、川尻信二[37]
- TOYP大賞（国際協力）：ペン・セタリン、国嶋司
- TOYP大賞（文化・芸術）：河合依子、ブイ・チ・トルン[注釈 2]
- TOYP大賞（スポーツ）：本田一勇
- TOYP大賞（環境）：杉浦光俊

### 第7回 TOYP大賞（1993年）
- TOYP大賞（文化・芸術）：藤原誠太、藤岡良憲、荒井敦子[38]
- TOYP大賞（国際協力）：桑山紀彦、ブイ・チ・トルン、近藤真由美
- TOYP大賞（環境）：小島あずさ、小川雅由
- TOYP大賞（医療・福祉）：宮崎美奈

### 第6回 TOYP大賞（1992年）
- TOYP大賞（福祉・教育）：加藤裕二[39]
- TOYP大賞（文化・芸術）：チャンタソン インタヴォン[注釈 3]
- TOYP大賞（国際交流）：成田正雄、新川代利子
- TOYP大賞（医療・福祉）：高村豊、中野穂積、上田敏博、山田強
- TOYP大賞（国際協力）：渡辺典子

### 第5回 TOYP大賞（1991年）
- TOYP大賞（医療・福祉）：大谷貴子[40]
- TOYP大賞（文化・芸術）：金秀吉、関川鶴祐、諏訪内晶子、穴水公一、坂本秋央
- TOYP大賞（国際協力）：水島玲子、峯村里香
- TOYP大賞（環境）：藤崎浩司
- TOYP大賞（国際交流）：ラブ・オーシュリ

### 第4回 TOYP大賞（1990年）
- TOYP大賞（環境）：有田智彦[41]
- TOYP大賞（スポーツ）：橋本聖子
- TOYP大賞（国際協力）：林達雄、榎井緑、古賀武夫、城間良和
- TOYP大賞（医療・福祉）：近藤守、河野通久
- TOYP大賞（文化・芸術）：松尾葉子
- TOYP大賞（その他）：加藤憲一

### 第3回 TOYP大賞（1989年）
- TOYP優秀賞（その他）：関哲夫、塩塚広一[42]
- TOYP優秀賞（スポーツ）：青柳まち子、伊藤みどり、今給黎教子、佐久本嗣男
- TOYP優秀賞（国際交流）：関口晴美
- TOYP優秀賞（文化・芸術）：法岳光徳
- TOYP優秀賞（医療・福祉）：光野有次

### 第2回 TOYP大賞（1988年）
- TOYP優秀賞　TOYP最優秀賞（その他（まちづくり））：冨田徹[43]
- TOYP優秀賞（その他（まちづくり））：守田雄策、上野隆士、松本純、樋口潤一、上田宗嗣、室之園一三、高良倉吉
- TOYP優秀賞（その他（教育・科学・技術））：坂室茂
- TOYP優秀賞（その他（農業））：阿部雅昭

### 第1回 TOYP大賞（1987年）
- TOYP優秀賞（文化・芸術）：山内甚一郎、塩田弘志[44]
- TOYP優秀賞（国際協力）：小泉敏夫、三枝久人、木浦正幸、沼逸郎、柴原稔、奥田知安、富田洋市
- TOYP優秀賞（スポーツ）：池水明彦